# 2015-ös örményországi népszavazás

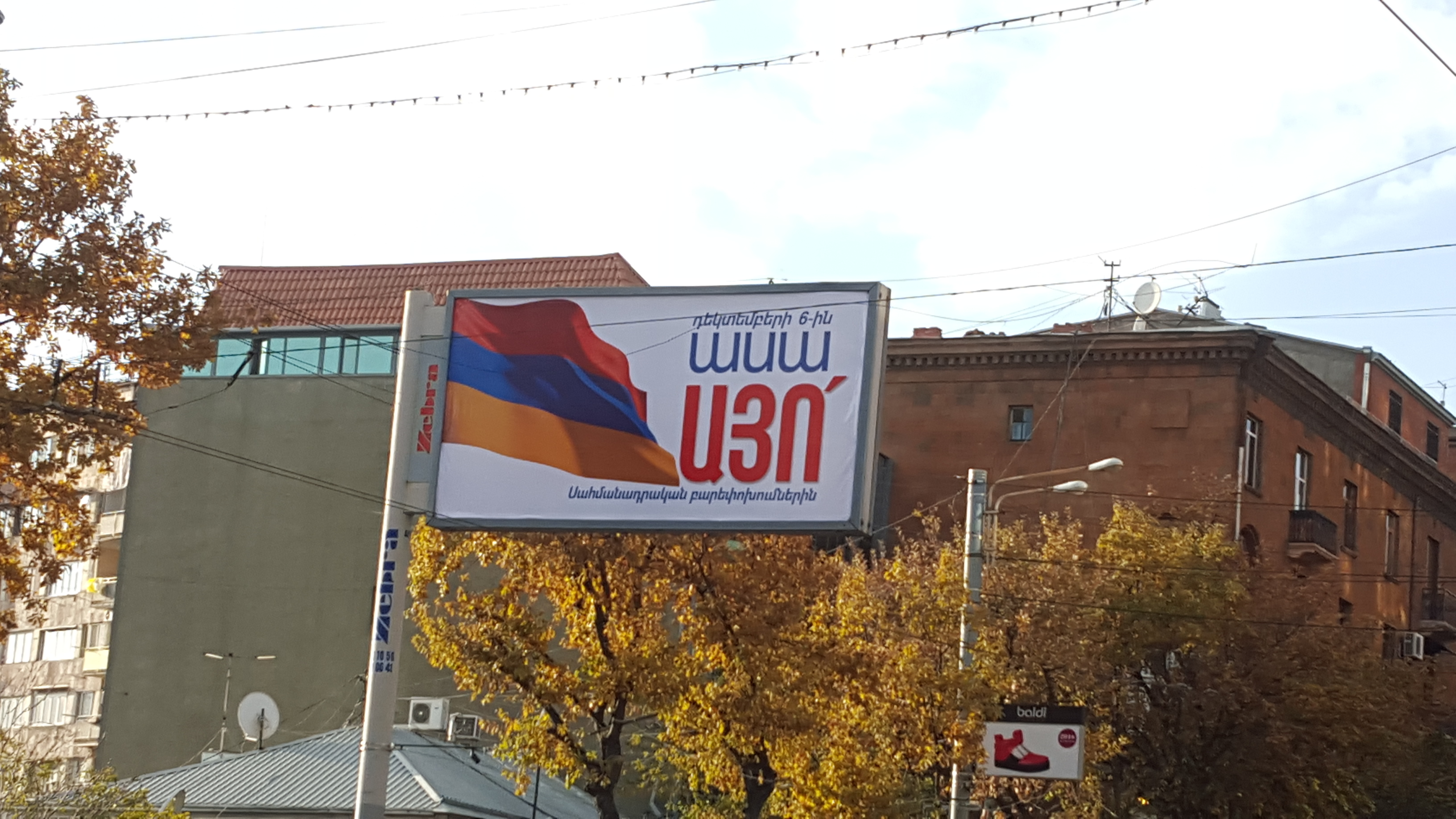
Az alkotmánymódosítást támogató óriásplakát Jerevánban

Örményországban 2015. december 6-án népszavazást tartottak az alkotmány módosításáról. Az alkotmánymódosítás révén az ország félprezidenciális köztársaságból parlamentáris köztársasággá válhat. 
A szavazók támogatták az alaptörvény megváltoztatását; az új rendszer a 2017-18-as választási ciklussal lépett életbe.

## Eredmények
| Népszavazás Örményország alkotmányáról 2015. december 6. |                  |               |
|                                                          | Száma            | Aránya        |
| Összes szavazó                                           | 2.567.047        | 100%          |
| Részvétel                                                | 1.303.466        | 50,78% (100%) |
| Ebből - Érvényes szavazat - Érvénytelen/üres szavazat    | 1.247.451 53.332 | 95,70% 4,09%  |
|                                                          | Szavazatok       |               |
| száma (db)                                               | aránya (%)       |               |
| Igen                                                     | 825.851          | 66,20         |
| Nem                                                      | 421.600          | 33,80         |
| Összesen                                                 | 1.247.451        | 100           |
| Forrás: Központi Választási Bizottság PDF                |                  |               |

## Lásd még
- Örményország alkotmánya